# Microrregión del Seridó Occidental
La microrregión del Seridó Ocidental es una de las microrregiones del estado brasilero del Río Grande del Norte perteneciente a la mesorregión Central Potiguar. Su población fue estimada en 2006 por el IBGE en 96.094 habitantes y está dividida en siete municipios. Posee un área total de 3.065,724 km².

## Municipios
- Caicó
- Ipueira
- Jardim de Piranhas
- São Fernando
- São João do Sabugi
- Serra Negra do Norte
- Timbaúba dos Batistas